# Gymnostylus signatus
Gymnostylus signatus là một loài bọ cánh cứng trong họ Cerambycidae.